# كلاش غران (مقاطعة دلفان)
كلاش غران (بالفارسية: کلاش گران) هي قرية تقع في قسم كاكاوند الشرقي الريفي (مقاطعة دلفان) في إيران. يقدر عدد سكانها بـ 47 نسمة .